# Пандхарпур
Пандхарпур (маратхи पंढरपूर, англ. Pandharpur) — город в округе Солапур в индийском штате Махараштра. Расположенный здесь храм Витхобы является важным местом паломничества для индуистов, в особенности для приверженцев вайшнавского движения бхакти варкари. В индуистский месяц ашадха (июнь-июль) Пандхарпур ежегодно посещают около полумиллиона паломников. По переписи 2001 года, население Пандхарпура составляло 91 381 человек.